# Warmińska kapituła kolegiacka
Kapituła Kolegiacka dla diecezji warmińskiej została utworzona przez biskupa Hermana 17 czerwca 1341 i osadzona w Pierzchałach koło Braniewa. Była to jedyna kapituła kolegiacka na ziemiach państwa krzyżackiego. W 1343 przeniesiono ją do Głotowa, a 20 listopada 1347 do Dobrego Miasta. W 1344 kapituła kolegiacka składała się z primiceriusza (prepozyta) i dziesięciu kanoników.
Zadaniem nowo powołanego kolegium kanoników miało być wsparcie biskupa i kapituły katedralnej. W 1357 dotychczasowy proboszcz dobromiejski ksiądz Mikołaj zrzekł się probostwa i tym samym kapituła kolegiacka nabyła pełne prawa do użytkowania kościoła parafialnego w Dobrym Mieście. Biskup ustanowił drugą godność prałacką – dziekana, któremu powierzył obowiązki proboszcza Dobrego Miasta. Macierzystym kościołem kapituły było Głotowo, którego proboszcz był prepozytem kapituły (sytuacja taka miała miejsce do końca XV wieku i od połowy XVI wieku do 1810). Około 1359 kapituła rozpoczęła budowę nowej świątyni w Dobrym Mieście, którą oddano około 1389.
Kapituła dobromiejska była kapitułą zamkniętą (capitulum clausum) i liczyła od 1357 dwanaście prebend. Oznacza to, że życie kanoników było podobne do życia domów zakonnych.
Zabór Warmii przez protestanckie Prusy w 1772 oznaczać musiał niedaleki zamach na posiadłości Kościoła katolickiego. Dekretem z 2 lutego 1773 kapitule kolegiackiej odebrano posiadłości ziemskie, a 30 października 1810 zlikwidowano wszystkie zgromadzenia zakonne i świeckie, w tym kolegiatę.

## Kapituła kolegiacka w Dobrym Mieście
Reaktywacja kapituły nastąpiło dekretem prymasa Stefana Wyszyńskiego z 14 maja 1960.
- Prepozyt ks. prałat mgr lic. Stanisław Zinkiewicz
- dziekan ks. mgr lic. Romuald Zapadka[1]